# Somos Perú
El Partido Democrático Somos Perú, más conocido como Somos Perú, es un partido político peruano fundado en 1995 por Alberto Andrade, alcalde de la ciudad de Lima desde 1995 hasta 2002. Actualmente cuenta con comités partidarios en veinte departamentos del país. Desde 2023, gobierna los departamentos de: Cajamarca, Cusco, Lambayeque, Loreto, Moquegua, Pasco y San Martín.

## Historia[3]
En los años 1990 existieron organizaciones políticas precursoras de tal partido, tales como la organización local Somos Lima (que compitió en los niveles provincial y distrital en 1995) y el Movimiento Independiente Somos Perú.En el año 2000, se convirtió oficialmente un partido político.
En octubre de  2003, durante el primer Congreso Nacional de Somos Perú, fueron elegidos los miembros del Comité Ejecutivo Nacional del partido. El 22 de octubre del año siguiente se celebró en Lima un congreso extraordinario para aprobar su estatuto. El partido fue inscrito en el Registro de Organizaciones Políticas el 22 de noviembre de 2004. En 2014 volvió a aparecer Somos Lima, esta vez como una agrupación de disidentes de Somos Perú que respaldaron la candidatura de Susana Villarán a la alcaldía de Lima; en ella estuvieron algunos familiares del fundador, como su hija Rocío Andrade y su viuda Anita Botteri. Somos Lima formó parte de la Confluencia por Lima pero pronto volvió a unirse a Somos Perú y presentó a una candidata propia, Nora Bonifaz.

## Participación Electoral

### Elecciones municipales del año 1998
Para las elecciones municipales del año 1998, Andrade se presenta por Somos Perú a la reelección, enfrentándose al candidato oficialista Juan Carlos Hurtado Miller (ex ministro de economía y finanzas), quien igualmente contaba con el respaldo del gobierno de Fujimori. Andrade logró nuevamente imponerse en esta elección para el período municipal 1999-2002. Como consecuencia su liderazgo en Lima se reafirmó, proyectándose ahora aún más como principal candidato opositor a las elecciones presidenciales del año 2000.

### Elecciones generales del año 2000
En los meses previos a las elecciones del año 2000, Andrade lideraba inicialmente todas las encuestas de intención de voto. Para entonces el gobierno de Fujimori ya había comprometido a la mayoría de los medios de comunicación a su favor, los cuales se encargaron de difamar día tras día a Andrade. Igualmente sucedió con Luis Castañeda Lossio del Partido Solidaridad Nacional, otro candidato importante. 
| Candidatos      | Candidatos             | Candidatos          |
| Presidencia     | 1.º Vicepresidencia    | 2.º Vicepresidencia |
| --------------- | ---------------------- | ------------------- |
| Alberto Andrade | Luis Guerrero Figueroa | Beatriz Merino      |

De esta manera, la candidatura de éstos fue virtualmente destruida, quedando la intención de voto polarizada entre Alberto Fujimori y Alejandro Toledo. Finalmente, en medio de acusaciones de fraude electoral, los resultados oficiales fueron 49,8% para Fujimori, y 40,3% para Toledo. Somos Perú con Alberto Andrade ocupó el tercer lugar, pero con apenas el 3% de los votos. Para la segunda vuelta electoral, Andrade anunció su total respaldo a la candidatura de Alejandro Toledo.
Para el Congreso de la República, Somos Perú consiguió que resultaran electos ocho de sus candidatos (de un total de 120 congresistas):
En estas elecciones, el ex-congresista Gustavo Mohme también resultó elegido por dicho partido para este periodo parlamentario, sin embargo, falleció el 23 de abril del mismo año a meses de la juramentación y su puesto fue reemplazado por Gregorio Ticona Gómez, quien luego se pasaría a las filas de Perú 2000 tras haber recibido dinero de Vladimiro Montesinos.
Según resultados oficiales, Fujimori resultó reelegido presidente. Sin embargo, renunció vía fax desde el Japón, al poco tiempo de iniciar su tercer periodo presidencial luego del escándalo de los vladivideos, convocando previamente a nuevas elecciones para el siguiente año.

### Elecciones generales del año 2001
Para las elecciones del 2001, Somos Perú establece una alianza con el partido recién formado Causa Democrática, de Jorge Santistevan de Noriega (ex Defensor del Pueblo). La intención era postular a este a la presidencia, lo cual no prosperó ya que Santistevan renunció prematuramente, ante las encuestas que no le adelantaban resultados favorables. Finalmente se presentó solamente una lista de candidatos al Congreso, bajo la denominación de Movimiento Independiente Somos Perú - Causa Democrática. Resultaron elegidos únicamente cuatro de sus candidatos al Congreso, de un total de 120.

### Elecciones Regionales y Municipales de 2002
Para las elecciones municipales y regionales del 2002, Somos Perú ya contaba con cierta estructura partidaria a nivel nacional. Tal es así que presenta candidatos a municipalidades y gobiernos regionales en numerosos lugares del país.
Andrade, por su parte, se presentó a la segunda reelección como alcalde de Lima. Pronto Luis Castañeda Lossio del Partido Solidaridad Nacional, integrando la alianza electoral Unidad Nacional, se convertiría en su principal rival durante la campaña. Castañeda empezó a ganar mucha imagen positiva cuando empezó a recorrer las zonas más pobres y alejadas de Lima. A pesar de que todas las encuestas de intención de voto adelantaban como ganador seguro a Andrade, Castañeda en pocas semanas logró inclinar al electorado a su favor. Los resultados fueron 39,9% para Castañeda y 29,9% para Andrade.

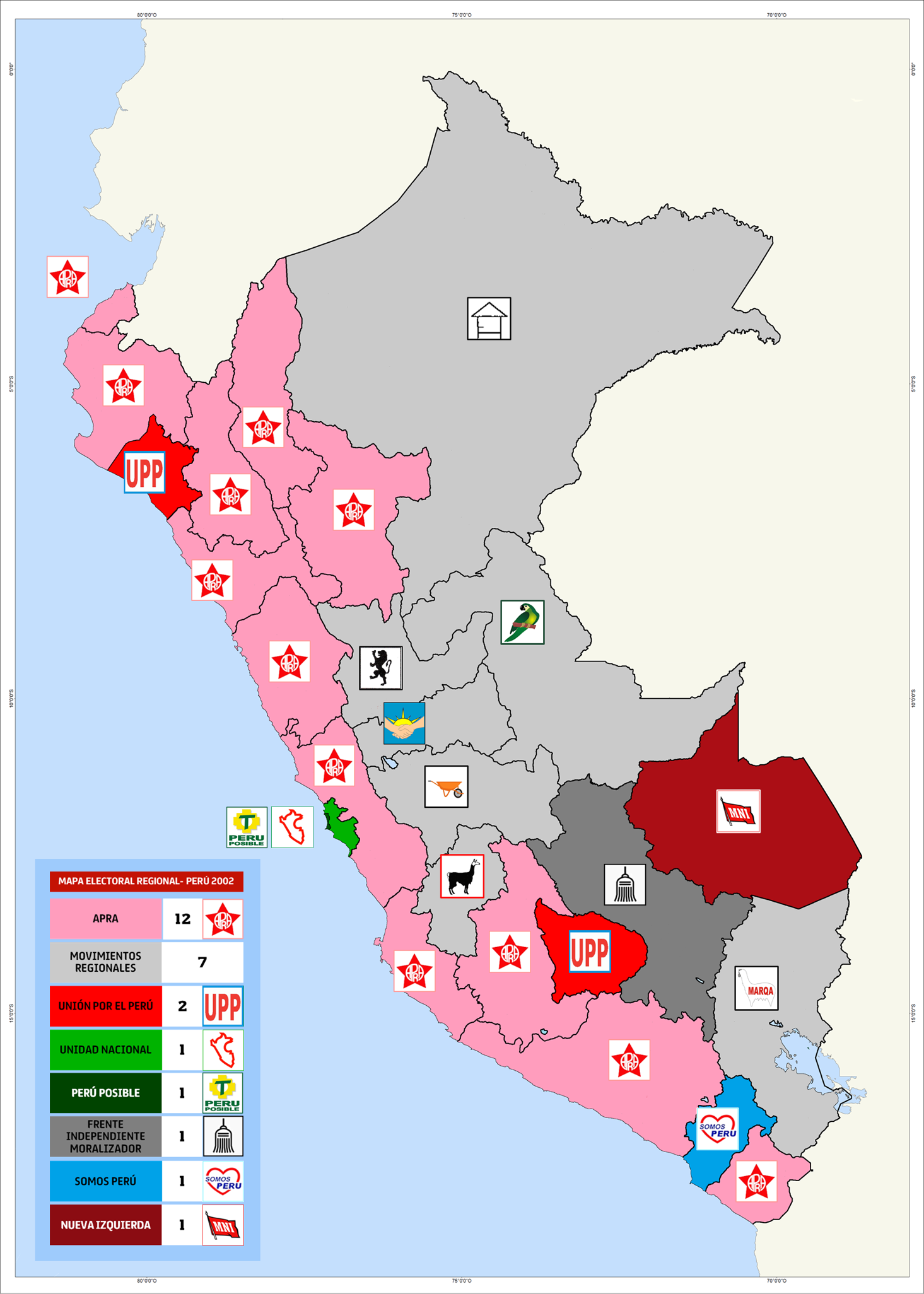
Resultados Electorales en los Gobiernos Regionales, Somos Perú obtuvo un Gobierno Regional electo en el departamento de Moquegua.

En otras partes del país, Somos Perú ganó la presidencia al Gobierno Regional de Moquegua, 18 alcaldías provinciales, así como 141 alcaldías distritales.
Gobernadores Regionales electos por Somos Perú
| Región   | Gobernador Regional            |
| -------- | ------------------------------ |
| Moquegua | Cristala Constantinides Rosado |

### Elecciones generales del año 2006
En el 2005, Somos Perú establece una alianza electoral con Acción Popular y la Coordinadora Nacional de Independientes, bajo la denominación de Frente de Centro. Como candidato presidencial para las elecciones generales del 2006 se postuló a Valentín Paniagua de Acción Popular. Alberto Andrade fue candidato a la primera vicepresidencia, además de cabeza de lista para las elecciones al Congreso de la República.
Finalmente resultaron elegidos por el Frente de Centro cinco de sus candidatos al Congreso: cuatro miembros de Acción Popular, y solamente Andrade de Somos Perú.
Una vez instalados en el Congreso de la República, los congresistas elegidos por el Frente de Centro forman un grupo parlamentario denominado Alianza Parlamentaria, junto con los dos congresistas de Perú Posible y los dos de Restauración Nacional.

### Elecciones Regionales y Municipales del 2006
Para las elecciones regionales y municipales del 2006, Somos Perú obtiene 7 alcaldes provinciales y 66 alcaldes distritales, sin embargo, no obtuvo ningún gobierno regional electo.
A nivel de Lima, el abogado Gino Costa Santolalla se presentó como candidato a la alcaldía de Lima, quedando en cuarto lugar con el 8.46% de votos.

### Elecciones Regionales y Municipales del 2010
En estas elecciones regionales y municipales del 2010, el partido obtiene 1 gobierno regional, siendo el departamento de Huánuco, 9 alcaldes provinciales y 65 alcaldes distritales.

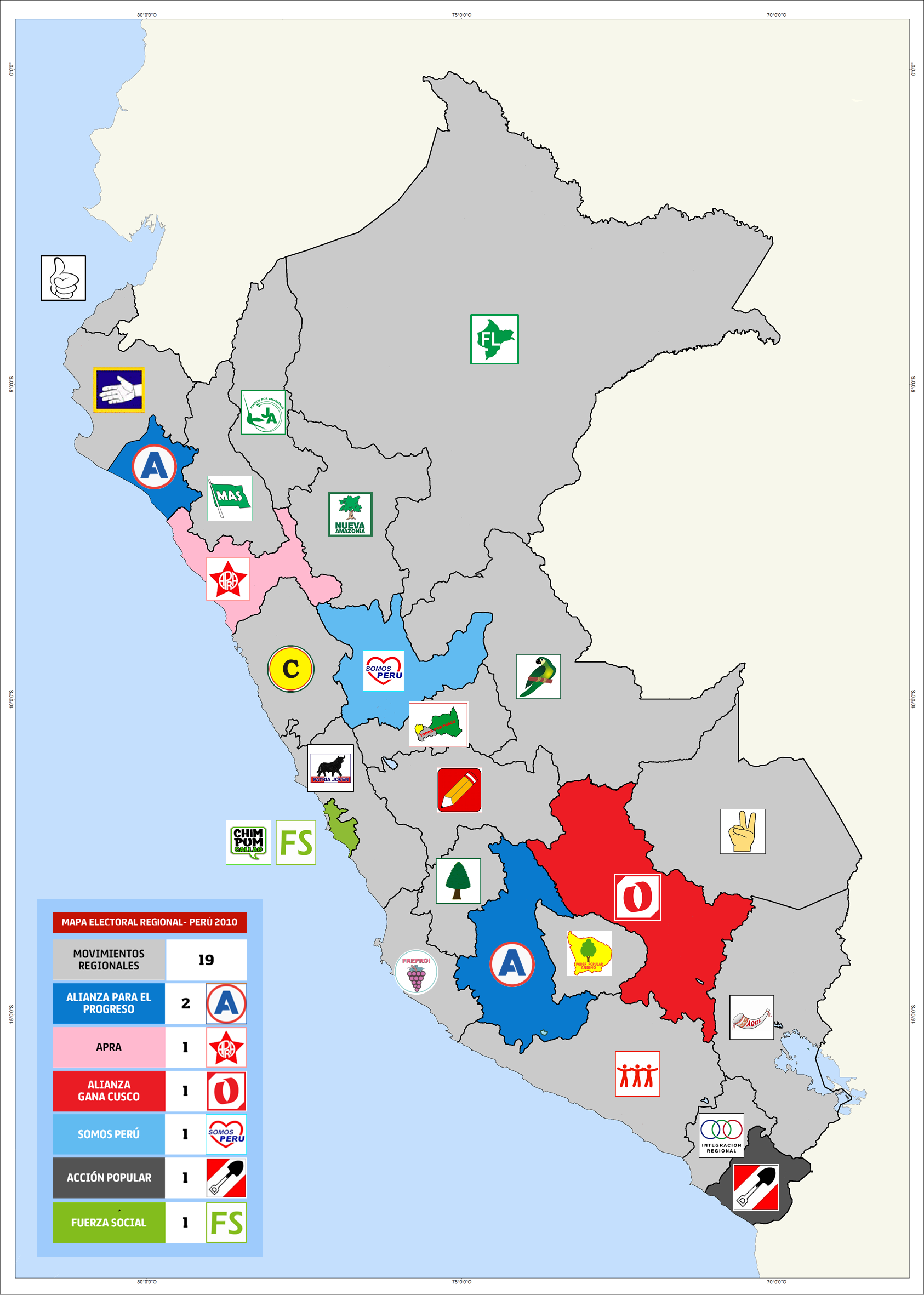
Resultados Electorales en los Gobiernos Regionales, Somos Perú obtuvo un Gobierno Regional electo en el departamento de Huánuco.

Gobernadores Regionales electos por Somos Perú
| Región  | Gobernador Regional |
| ------- | ------------------- |
| Huánuco | Luis Picón Quedo    |

A nivel de Lima, el economista Fernando Andrade se presentó como candidato a la alcaldía de Lima, quedando en cuarto lugar con el 4.24% de votos.

### Elecciones generales del año 2011
Para las elecciones generales de 2011, Somos Perú formó parte de la denominada Alianza Electoral Perú Posible junto a los partidos Perú Posible y Acción Popular.
El 10 de noviembre de 2010 se lanzó la candidatura de Alejandro Toledo a la presidencia del Perú, siendo los candidatos a vicepresidentes Carlos Bruce y Javier Reátegui.
Durante proceso electoral, la alianza empezó favorablemente al colocarse en el primer lugar de las simpatías electorales de la población según todas las encuestas, manteniéndose como la primera opción durante la mayor parte del verano del 2011. Sin embargo, las preferencias cambiaron en el tramo final de la campaña, de tal manera que el candidato presidencial Alejandro Toledo quedó en 4° lugar, y la lista de candidatos a Congresistas de la República terminó en 3° lugar.
De un total de 130 escaños congresales, resultaron elegidos 21 congresistas, de los cuales, solo 2 representaron a Somos Perú en el Parlamento para el periodo 2011-2016.

### Elecciones municipales del 2013
En el año 2013, Somos Perú se involucró en el proceso de revocatoria a la alcaldesa de Lima Susana Villarán y sus regidores apoyando la opción “no”. La dirección del partido tomó dicha decisión apelando a consideraciones de continuidad democrática y a la necesidad de no interferir en las obras públicas que estaban desarrollándose en la capital.

### Elecciones Regionales y Municipales del 2014
Para las elecciones regionales y municipales del 2014, Somos Perú obtiene 4 alcaldes provinciales y 48 alcaldes distritales, sin embargo, no obtuvo ningún gobierno regional electo.
A nivel de Lima, la Socióloga Nora Bonifaz Carmona se presentó como candidato a la alcaldía de Lima, quedando en octavo lugar con el 2.02% de votos.

### Elecciones generales del año 2016
En las elecciones generales del año 2016 , Somos Perú participó en alianza la primera vuelta pero no logró pasar a la segunda. En el tiempo transcurrido entre un proceso y otro, rompió su alianza con el partido Alianza Para el Progreso. La decisión fue tomada por el Comité Ejecutivo Nacional y se debió al rechazo ante la posibilidad de que Alianza Para el Progreso apoye la candidatura de Keiko Fujimori. Somos Perú por primera vez no obtuvo ningún congresista.

### Elecciones Regionales y Municipales del 2018
En las elecciones regionales y municipales del 2018, Somos Perú obtiene 1 gobierno regional , siendo el departamento de Áncash, 9 alcaldes provinciales y 89 alcaldes distritales.

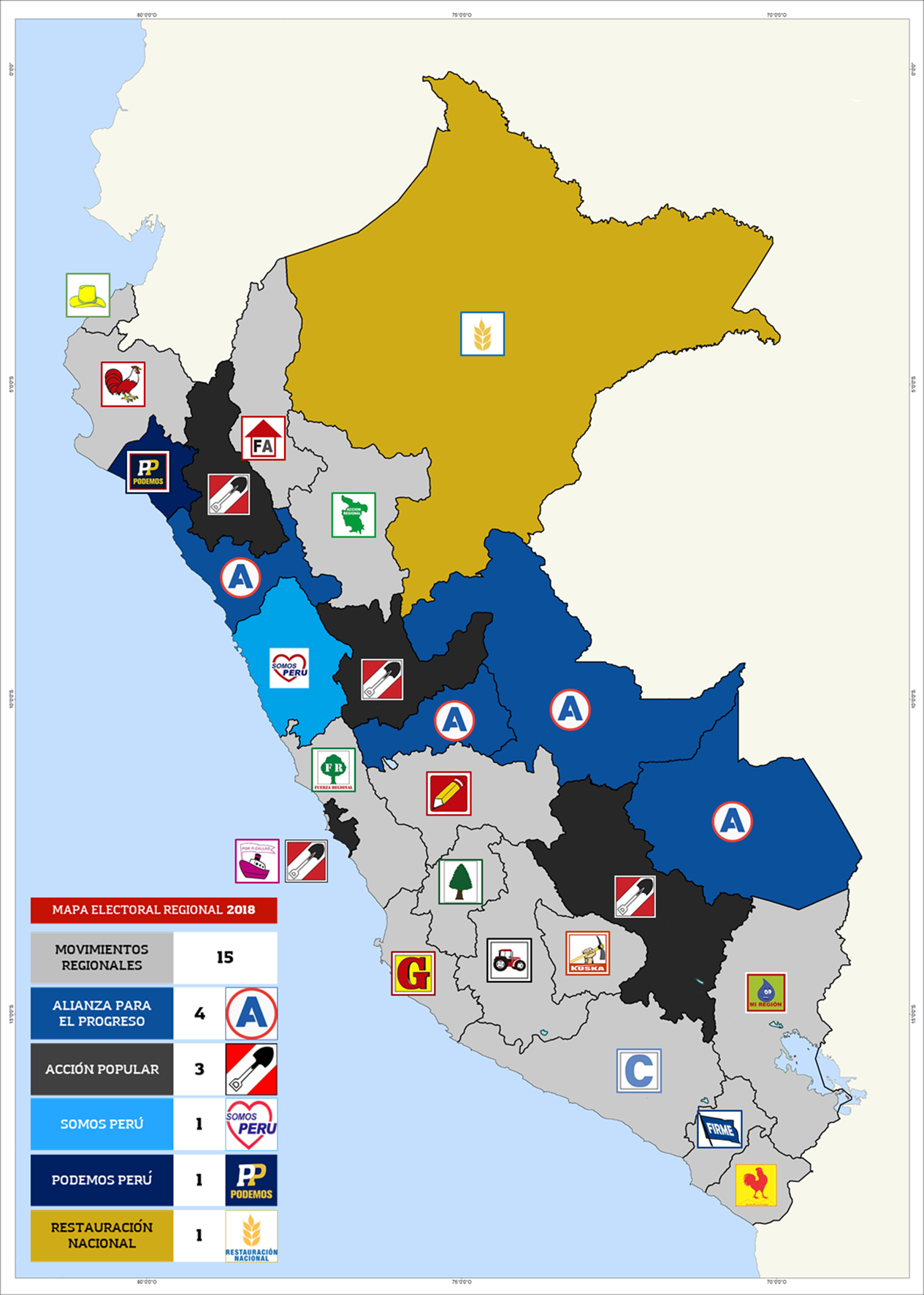
Resultados Electorales en los Gobiernos Regionales, Somos Perú obtuvo un Gobierno Regional electo en el departamento de Áncash.

Gobernadores Regionales electos por Somos Perú
| Región | Gobernador Regional       |
| ------ | ------------------------- |
| Áncash | Juan Carlos Morillo Ulloa |

A nivel de Lima, exalcalde del Distrito de La Molina, Juan Carlos Zurek Pardo-Figueroa postuló con Somos Perú a la alcaldía de Lima, terminando en el sexto puesto con el 3.59% de votos de los limeños.

### Elecciones parlamentarias Extraordinarias del 2020
En las elecciones parlamentarias de 2020, el partido obtuvo el 6.05 % del voto popular, obteniendo 11 escaños en la nueva legislatura del Congreso para culminar el período parlamentario 2020-2021.

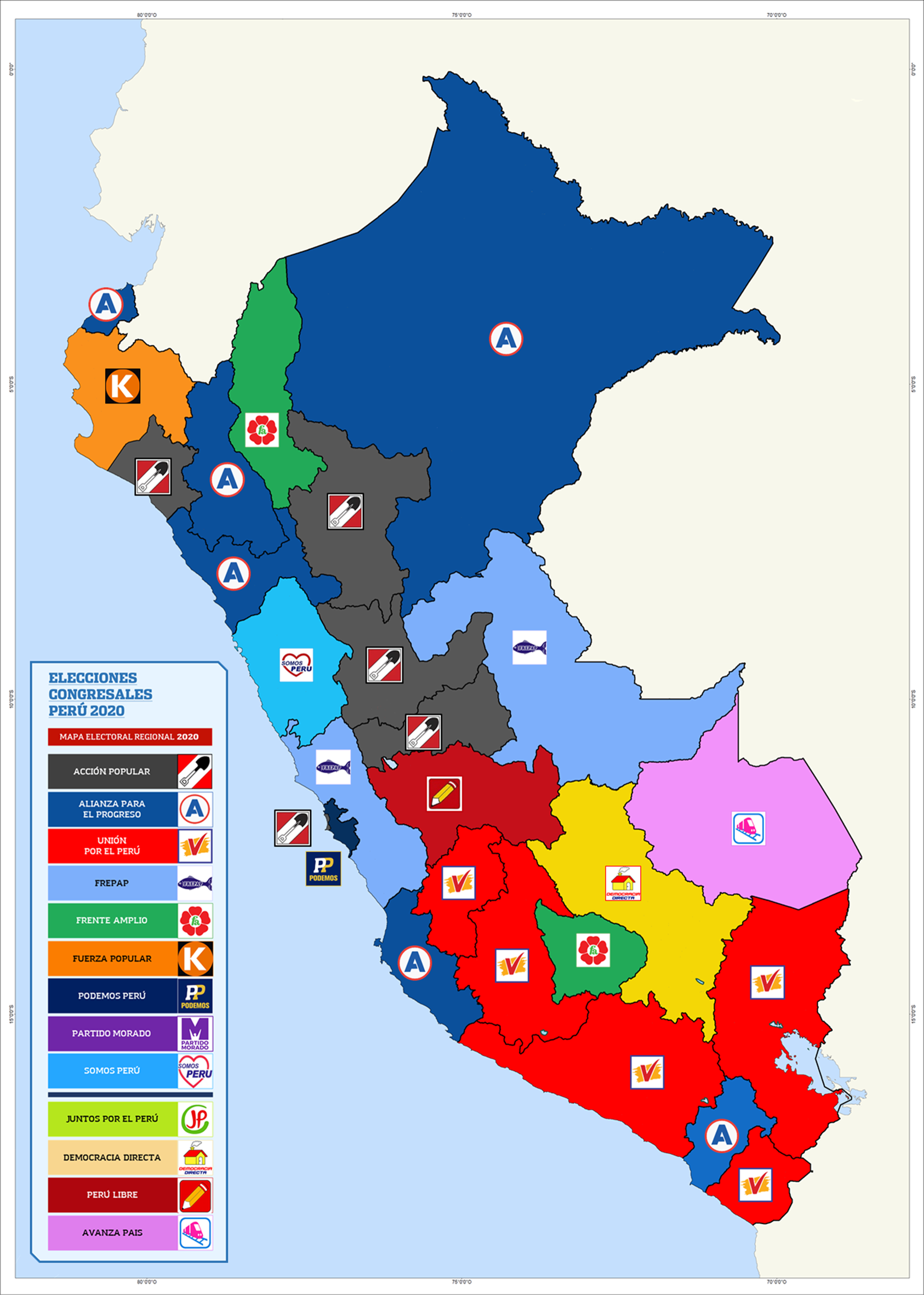
Partidos políticos más votados de cada Región, Somos Perú obtuvo mayor votación en en el departamento de Áncash.

### Elecciones generales del año 2021
En el 2021 presentó el empresario y expresidente del Congreso, Daniel Salaverry como candidato presidencial y al expresidente Martín Vizcarra como candidato al Congreso.
| Candidatos       | Candidatos               | Candidatos          |
| Presidencia      | 1.º Vicepresidencia      | 2.º Vicepresidencia |
| ---------------- | ------------------------ | ------------------- |
| Daniel Salaverry | Matilde Fernández Flores | Jorge Pérez Flores  |

Para el Congreso de la República, Somos Perú consiguió 5 congresistas electos (de un total de 130 congresistas), Martín Vizcarra fue el congresista más votado de las elecciones:

### Elecciones Regionales y Municipales del 2022
En estas elecciones regionales y municipales del 2022, Somos Perú obtiene 7 gobierno regionales, siendo los departamentos de Cajamarca, Cusco, Lambayeque, Loreto, Moquegua, Pasco y San Martín,a su vez obtiene 28 alcaldes provinciales y 171 alcaldes distritales. Mejor resultado en dichas elecciones.

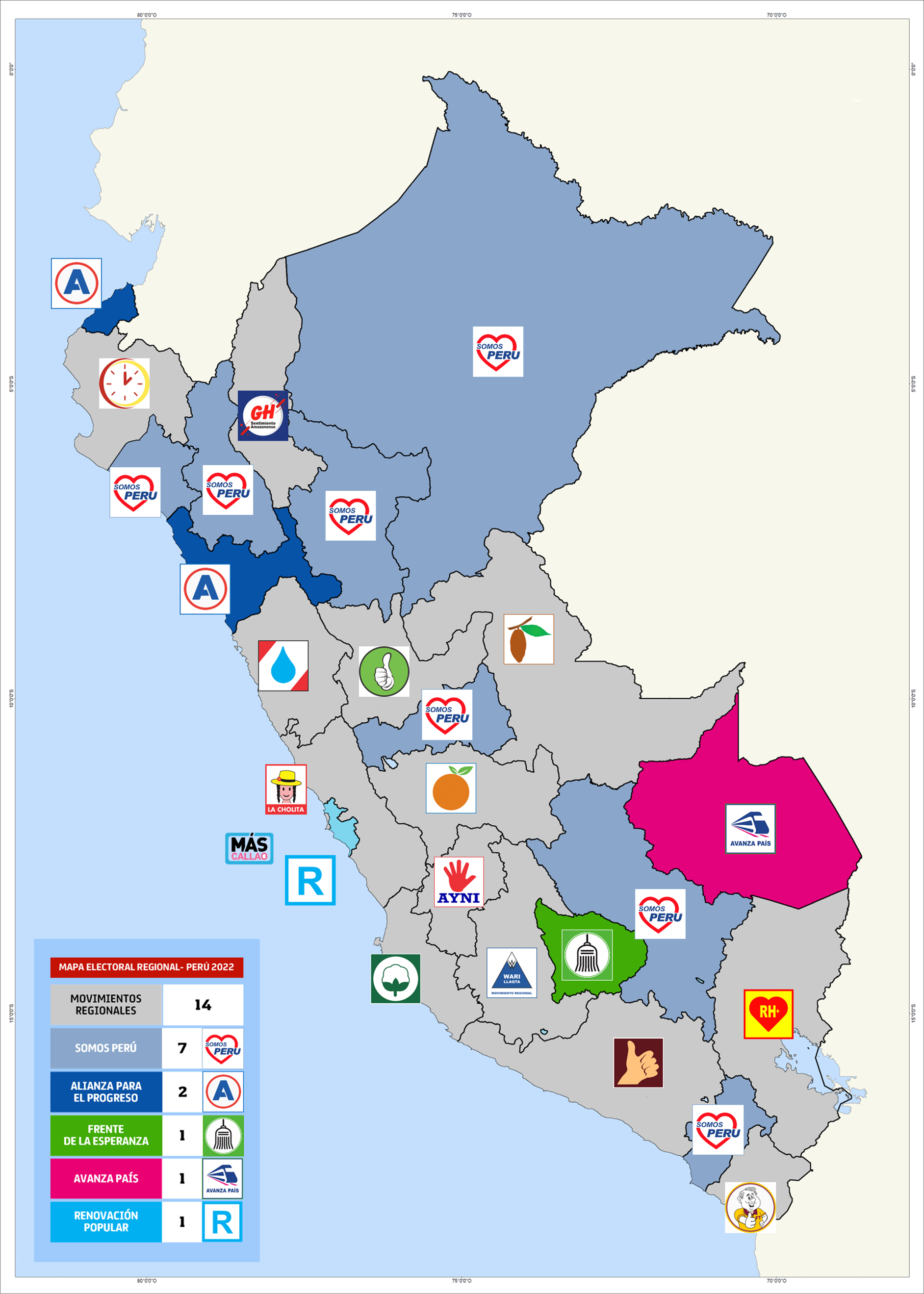
Resultados Electorales en los Gobiernos Regionales, Somos Perú obtuvo Gobernadores Regionales electos en los departamentos de Cajamarca, Cuzco, Lambayeque, Loreto, Moquegua, Pasco y San Martín.

Gobernadores Regionales electos por Somos Perú
| Región     | Gobernador Regional     |
| ---------- | ----------------------- |
| Cajamarca  | Roger Guevara Rodríguez |
| Cuzco      | Werner Salcedo Álvarez  |
| Lambayeque | Jorge Pérez Flores      |
| Loreto     | René Chávez Silvano     |
| Moquegua   | Gilia Gutierrez Ayala   |
| Pasco      | Luis Chombo Heredia     |
| San Martín | Walter Grundel Jiménez  |

A nivel de Lima, el exfutbolista, George Forsyth se presentó como candidato a la alcaldía de Lima, terminando en tercer puesto con el 18.93% de votos y con más de un millón de votos válidos.

## Posiciones políticas
El partido se alinea a la democracia cristiana. Coincidiendo con el conservadurismo peruano, enarbola la solidaridad, defiende la vida -desde la concepción hasta la muerte natural- y promueve la familia como núcleo de la sociedad. Según el ideario del partido, el Estado debe tener un rol promotor y asegurar «que la economía esté al servicio del hombre y no el hombre al servicio de la economía». En política doméstica, apoya la descentralización y el respeto por el Estado de derecho). En política exterior, se opone al uso de la fuerza como medio de resolución de controversias y está a favor de la integración regional latinoamericana. Respecto a esta posición, Somos Perú adopta los planteamientos de la Teoría de la dependencia y promueve la integración como medio para superar colectivamente el subdesarrollo.

## Representación en el Congreso de la República

### Bancada parlamentaria
Actualmente la Bancada de Somos Perú está conformada por 9 congresistas: 
| Circunscripción | Nombre                      | Condición |
| --------------- | --------------------------- | --------- |
| Arequipa        | Alex Paredes Gonzales       | Invitado  |
| Huánuco         | Elizabeth Medina Hermosilla | Invitado  |
| Lima            | José Jerí Oré               | Militante |
| Lima            | Alfredo Azurín Loayza       | Militante |
| Lima            | Héctor Valer Pinto          | Invitado  |
| Loreto          | Jorge Morante Figari        | Invitado  |
| Loreto          | Ana Zegarra Saboya          | Militante |
| Piura           | José Pazo Nunura            | Militante |
| Puno            | Óscar Zea Choquechambi      | Invitado  |

## Resultados electorales

### Elecciones presidenciales
|  | 3.00 % |

|  | 5.75 % |

|  | 15.63 % |

|  | 1.67 % |

### Elecciones parlamentarias
|  | 7.2 % |

|  | 5.8 % |

|  | 7.1 % |

|  | 14.83 % |

|  | 9.23 % |

|  | 6.05 % |

|  | 6.13 % |

### Elecciones al Parlamento Andino
|  | 5.61 % |

|  | 16.21 % |

|  | 7.57 % |

|  | 4.24 % |

### Elecciones regionales y municipales
| Año  | Gobiernos Regionales | Alcaldías Provinciales | Alcaldías Distritales |
| Año  | Representantes       | Representantes         | Representantes        |
| ---- | -------------------- | ---------------------- | --------------------- |
| 1995 |                      | 1/194                  | 19/1867               |
| 1998 | 22/194               | 208/1867               |                       |
| 2002 | 1/25                 | 18/194                 | 141/1867              |
| 2006 | 0/25                 | 7/195                  | 66/1867               |
| 2010 | 1/25                 | 9/195                  | 65/1867               |
| 2014 | 0/25                 | 4/195                  | 48/1867               |
| 2018 | 1/25                 | 9/196                  | 89/1874               |
| 2022 | 7/25                 | 28/196                 | 171/1874              |